# (18918) Nishashah
(18918) Nishashah est un astéroïde de la ceinture principale d'astéroïdes.

## Description
(18918) Nishashah est un astéroïde de la ceinture principale d'astéroïdes. Il fut découvert le 31 juillet 2000 à Socorro (Nouveau-Mexique) par le projet LINEAR. Il présente une orbite caractérisée par un demi-grand axe de 2,27 UA, une excentricité de 0,19 et une inclinaison de 6,3° par rapport à l'écliptique.

## Compléments